# Station Lystrup
Station Lystrup is een spoorweghalte in Lystrup in de Deense gemeente Aarhus. De halte ligt aan de lijn Grenaabanen. Lystrup wordt bediend door de treinen van Aarhus Nærbane en door de DSBtreinen van de lijn naar Grenaa. 